# Lijst van spelers van Universidad de Chile
Deze lijst omvat voetballers die bij de Chileense voetbalclub Universidad de Chile spelen of gespeeld hebben. De namen zijn alfabetisch gerangschikt.

## A
- Luis Abarca
- Albert Acevedo
- Clarence Acuña
- Luis Alamos Luque
- Herly Alcázar
- Carlos Alfaro
- Ernesto Álvarez
- Raúl Angulo
- Franz Arancibia
- Charles Aránguiz
- Esteban Aránguiz
- Pedro Araya
- Salvador Arenas
- Mauricio Arias
- Arílson
- Mauricio Aros
- Francisco Arrué
- Faustino Asprilla
- Baltazar Astorga
- Manuel Astorga
- Walter Avalos
- Moisés Ávila

## B
- Richart Báez
- Mario Baeza
- José Balbuena
- Rodrigo Barrera
- Vladimir Bigorra
- Eduardo Bonvallet
- Carlos Bueno
- Miguel Busquets

## C
- Jorge Cabrera
- Carlos Campos
- Gustavo Canales
- Nicolás Canales
- Víctor Cancino
- Mayer Candelo
- Hernán Caputto
- Christopher Casaretto
- Cristián Castañeda
- Vítor Castañeda
- Sandrino Castec
- Francisco Castro
- Matías Celis
- Emanuel Centurión
- Luis Chavarría
- Jonathan Cisternas
- Gino Cofré
- Octavio Colmenares
- Esteban Conde
- Carlos Contreras
- José Contreras
- Miguel Coronado
- Marcelo Corrales
- Mathías Corujo
- Nelson Cossio
- Ubaldo Cruche
- Humberto Cruz
- Nelson Cuevas

## D
- Héctor Díaz
- Marcelo Díaz
- Osvaldo Díaz
- Humberto Donoso
- Mauricio Donoso
- Hugo Droguett
- Rodolfo Dubó

## E
- Carlos Escobar
- Arnaldo Espínola
- Fabián Estay
- Raúl Estévez
- Marco Estrada
- Luis Eyzaguirre

## F
- Adrián Faúndez
- Álvaro Fernández
- José Carlos Fernández
- Luis Figueroa
- Luis Flores
- Miguel Flores
- Ronald Fuentes

## G
- Patricio Galaz
- Pablo Galdames
- Nelson Gallardo
- Claudio Gallegos
- Luis Gallegos
- Miguel Ángel Gamboa
- Gamadiel García
- José García
- Carlos Garrido
- Santiago Gatica
- Jorge Ghiso
- Adán Godoy
- Rodrigo Goldberg
- Eduardo Gómez
- Mauricio Gómez
- Juan González
- Marcos González
- Osvaldo González
- Pedro González
- Luis Guarda
- Fabián Guevara
- Leonel Guzmán

## H
- Juan Halty
- Ángelo Henríquez
- César Henriquez
- Emilio Hernández
- Johnny Herrera
- Roberto Hodge
- Héctor Hoffens

## I
- Mario Ibáñez
- Diego Inostroza
- Manuel Iturra

## J
- Marcelo Jara
- Rodrigo Jara

## L
- Nicolás Larrondo
- Francisco Las Heras
- Hugo Lepe
- Cristóbal López
- Julio Lopez
- Pedro López
- Hernán Losada
- Máximo Lucas

## M
- Flávio Maestri
- Luis Mananes
- Rubén Marcos
- Patricio Mardones
- Guillermo Marino
- Alex Martínez
- Christian Martínez
- Leonardo Mas
- Pedro Massacessi
- Nicolás Medina
- René Meléndez
- Eugenio Mena
- Patricio Mhena
- Christian Milla
- Orlando Mondaca
- Walter Montillo
- Cristián Mora
- Pedro Morales
- José Moris
- Luis Mosquera
- Rodolfo Moya
- Cristián Muñoz
- Luis Musrri
- Braulio Musso

## N
- Sergio Navarro
- Eduardo Navea
- Adolfo Nef
- Juan Negri
- Jorge Neumann
- Hugo Notario
- Gonzalo Novoa

## O
- Rafael Olarra
- Marco Olea
- Cristián Olguín
- Adolfo Olivares
- Juan Olivera
- Yerson Opazo
- Patricio Ormazabal
- Andrés Oroz

## P
- Marcelo Pacheco
- Sebastian Pardo
- Manuel Pellegrini
- Eduardo Peralta
- Daniel Pérez
- Matías Pérez García
- Mauricio Pinilla
- Aníbal Pinto
- Héctor Pinto
- Miguel Pinto
- Nelson Pinto
- Rodrigo Pinto
- Sebastián Pinto
- David Pizarro
- Miguel Ponce
- Waldo Ponce
- Edson Puch
- Mariano Puyol

## Q
- Alberto Quintano

## R
- Jaime Ramírez
- Jaime Ramírez
- Carlos Ramos
- Ulises Ramos
- Juan Raponi
- Patricio Reyes
- Pedro Reyes
- Roberto Reynero
- Diego Rivarola
- Rodrigo Rivera
- Jaime Riveros
- Juan Rodríguez
- Leonardo Rodríguez
- Luis Rodríguez
- Matías Rodríguez
- Ángel Rojas
- José Rojas
- Ricardo Rojas
- Cristián Romero

## S
- Carlos Salas
- Marcelo Salas
- Sergio Salgado
- Leonel Sánchez
- Oscar Sánchez
- Juan Sarnari
- Alex von Schwedler
- Alejandro Scopelli
- Alfonso Sepúlveda
- José Sepúlveda
- Felipe Seymour
- José Luis Silva
- Eduardo Simián
- Jorge Socías
- Carlos Soto
- Joel Soto
- Juan Soto
- Jorge Spedaletti

## T
- Carlos Tapia
- Rodrigo Tello
- Cristian Traverso

## V
- Esteban Valencia
- Eduardo Vargas
- Emanuel Vargas
- Gabriel Vargas
- Sergio Vargas
- Marcelo Vega
- Héctor Veira
- Fernando Vergara
- Mauricio Victorino
- Manuel Villalobos
- Hugo Villanueva

## W
- Óscar Wirth
- Freddy Wood

## Y
- Patricio Yáñez
- Renzo Yáñez
- Guillermo Yávar

## Z
- Eladio Zárate
- Richard Zambrano
- Víctor Zelada